# Edinoverie
La Edinoverie (in russo единоверие?) è un accordo concluso tra alcune comunità di Vecchi Credenti russi e la Chiesa ortodossa russa ufficiale, nel quale veniva stabilito che i movimenti dei Vecchi Credenti che vi acconsentivano erano considerati parte della comunità ortodossa pur mantenendo le proprie forme di rituali.

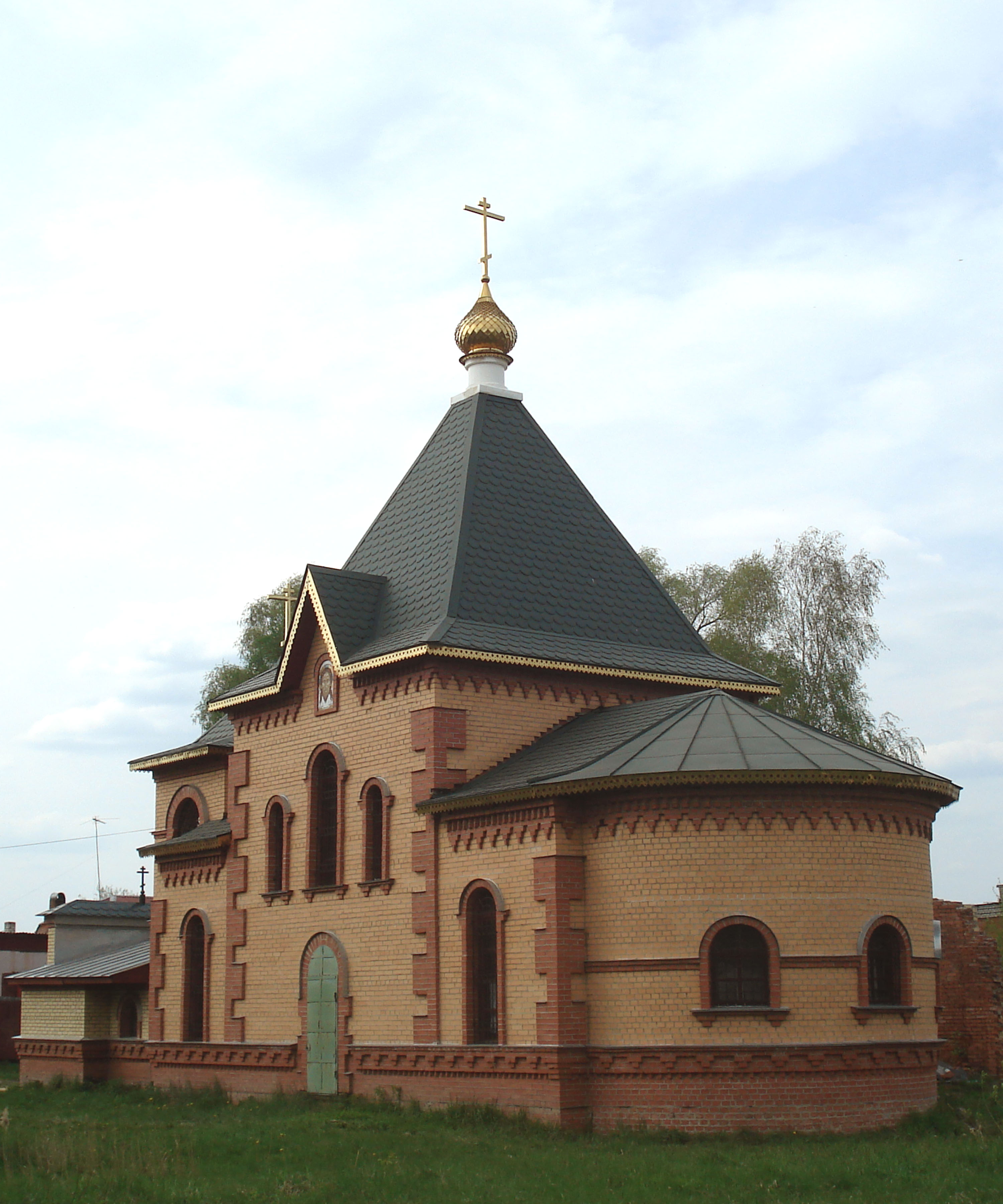
Chiesa di Edinovercy dedicata a San Giovanni Climaco nell'Oblast' di Mosca

## Origine del termine
Il termine russo edinoverie deriva dalla parola edinovercy (единоверцы), 'correligionari' (letteralmente, 'uno della stessa fede') solitamente utilizzato per indicare i membri della comunità degli Edinoverie. Potrebbe essere interpretato come 'Unità nella Fede', anche se il vero significato che si era soliti dare a questo termine era 'Accettati (i cristiani di Vecchio Rito) come persone della stessa fede (dalla Chiesa ortodossa ufficiale', poiché solo le gerarchie ecclesiastiche più illuminate riconoscevano la Edinoverie come un mutuo riconoscimento. Tra questi il Metropolita Filarete che rivolto agli Edinovercy durante la consacrazione con il rito antico della loro chiesa di San Nicola nei pressi del cimitero Rogožskoye (1854) disse loro: «Вы единоверцы нам, а мы единоверцы вам» ("Voi siete persone della nostra fede e noi siamo persone della vostra fede").

## Storia
Questo peculiare tipo di accordo apparve per la prima volta nell'ultimo quarto del XVIII secolo, dopo più di un secolo di lotta serrata tra la Chiesa ufficiale e i vari gruppi di Vecchi Credenti che non riconoscevano come i validi i cambiamenti che il Patriarca Nikon aveva portato ai riti e ai testi liturgici ortodossi. Dalla parte della Chiesa istituzionale i promulgatori dell'Edinoverie sono ritenuti Platon, Metropolita di Mosca e vescovo anziano della Chiesa ortodossa russa e Nikifor, arcivescovo prima di Slov"jans'k e Cherson e in seguito di Astrachan' e Stavropol' nella Russia meridionale.
Nikifor, allora stabilitosi a Poltava (la sede dell'allora diocesi di Slov"jans'k e Cherson, che copriva un territorio corrispondente all'odierna Ucraina orientale; e che diventò successivamente la diocesi di Ekaterinoslav) iniziò a stabilire rapporti con i Vecchi Credenti nel 1780. Dopo aver visitato un luogo di culto dei Popovcy a Elizavetgrad nel luglio dello stesso anno offrì loro di consacrare la loro cappella come fosse una Chiesa ortodossa, con un prete scelto dai Vecchi Credenti, e i riti e testi liturgici pre-nikoniani. Tale comunità rifiutò tuttavia l'offerta.
Ma poco più tardi, quello stesso mese, molti Vecchi Credenti del villaggio di Bolšaja Znamenka (nell'uezd di Melitopol') accettò un accordo simile; nel febbraio 1781, l'arcivescovo inviò loro una lettera, autorizzandoli a costruire una chiesa e celebrare i loro riti in accordo con le loro usanze. Fu allora consacrata come chiesa una cappella in legno costruita dai Vecchi Credenti di Znamenka nel 1776.
Il gesto di Nikifor fu talmente gradito che non solo i Popovcy (comunità di Vecchi Credenti che avevano propri preti, non riconosciuti dalla Chiesa ufficiale) iniziarono a chiedere il riconoscimento della Chiesa ortodossa, ma anche i Bespopovcy (letteralmente i senza pope) iniziarono a chiedere a Nikifor di inviar loro dei preti.

Fuori dall'Ucraina, sempre nel 1780, i mercanti Vecchi credenti di Mosca e del Volga strinsero simili accordi per lo Skita di Isacco sul fiume Irgiz, Governatorato di Saratov.
Da parte dei Vecchi Credenti, i maggiori fautori del compromesso della Edinoverie furono lo Ieromonaco Michael Kalmjkov e il monaco Nikodim.

Avendo saputo dell'innovazione di Nikifor nel sud e dell'ufficializzazione dello skita sull'Irgiz, Nikodim, con l'accordo di molti Popovcy dell'area di Starodub, iniziò a contattare le autorità civili ed ecclesiastiche proponendo di "legalizzare" i preti dei Popovcy. Dopo alcuni dinieghi, trovò supportò nel conte Pëtr Aleksandrovič Rumjancev-Zadunajskij nel 1783. Lo stesso anno la sua petizione all'imperatrice Caterina II di Russia fu posta all'attenzione del Santo Sinodo. Nell'aprile 1784 - dopo la morte di Kalmjkov - l'Imperatrice emanò un editto che autorizzò i preti Antico Credenti ad officiare seguendo il Vecchio Rito ma non nominò alcun vescovo tra le loro file. Poco tempo dopo anche Nikodim si ammalò e morì a soli 39 anni.
Nell'agosto 1785 fu promulgato un ulteriore decreto che determinò l'organizzazione della Chiesa dei Vecchi Credenti all'interno della Chiesa ortodossa ufficiale anche se non concedeva loro alcun vescovo né alcun centro confessionale nazionale. Questo decreto è solitamente considerato la nascita della Chiesa Edinoverie.
Il successore di Caterina, Paolo I, si interessò ancora più attivamente nell'integrare i gruppi dei Vecchi Credenti nella Chiesa ufficiale. Nel 1796, furono assegnati preti "ufficialmente riconosciuti" ai Vecchi Credenti di Kazan' e analogamente nel 1797 a Nižnij Novgorod. Il 12 marzo 1798 fu promulgato un decreto nel quale si richiedeva a tutti i vescovi di ordinare preti per i Vecchi Credenti (utilizzando il "vecchio rito") e si permetteva la costruzione di chiese destinate a questo culto. Il vescovo a capo della Chiesa tradizionale, il metropolita Platon di Mosca, scrisse gli "Undici articoli della Edinoverie" in russo 11 пунктов единоверия?, documento che regolava l'unione tra Chiesa ufficiale e Vecchi Credenti. Anche se le regole imposte dal Metropolita soddisfecero alcuni tra i Vecchi Credenti, i fedeli della Edinoverie rimasero una sorta di cittadini di seconda classe all'interno della Chiesa: ad esempio non era consentito ai presti di tale credo di amministrare i sacramenti ai fedeli della Chiesa ortodossa ufficiale.
Nella capitale dell'Impero, San Pietroburgo, la prima chiesa dell'Edinoverie fu istituzionalizzata nel 1799. Nel 1917, gli Edinovercy di questa città ottennero il loro primo vescovo (Simon di Ochta) ma nel 1932 le loro chiese furono chiuse dalle autorità comuniste, per non essere riaperte fino al 1990.